# جایزه مرکوری
جایزه مرکوری (به انگلیسی: Mercury Prize) که سابقاً با نام جایزه موسیقی مرکوری شناخته می‌شد و هم‌اکنون با نام جایزه بارکلی‌کارد مرکوری (بنا به دلایل اسپانسرشیپ) شناخته می‌شود، نام جایزه‌ای است که هر سال برای بهترین آلبوم سال در بریتانیا و ایرلند داده می‌شود. این جایزه توسط صنایع شنیداری بریتانیا در سال ۱۹۹۲ و به عنوان جایزه‌ای همانند جایزه بریت برپا شد.

## برندگان
- ۲۰۰۱ - پی‌جی هاروی